# Marsz na Waszyngton
Marsz na Waszyngton (ang. March on Washington for Jobs and Freedom) – wydarzenie w historii Stanów Zjednoczonych, które miało miejsce 28 sierpnia 1963 w Waszyngtonie. Jego celem było podniesienie płacy minimalnej i zniesienia segregacji rasowej.

## Tło historyczne
Po sukcesie kampanii w Birmingham Konferencja Przywódców Chrześcijańskich Południa (SCLC) planowała przygotować kolejną demonstrację w proteście przeciwko obowiązującym prawom Jima Crowa. Na przełomie maja i czerwca 1963 roku miało dojść do spotkania Martina Luthera Kinga z Johnem i Robertem Kennedymi, jednak nie udało się do tego doprowadzić. Dnia 10 czerwca King zarzucił prezydentowi niedotrzymywanie obietnic wyborczych, wobec czego zaczął rozważać zorganizowanie marszu na Waszyngton. Pomysł ten kilkanaście lat wcześniej zaproponował inny działacz na rzecz desegregacji rasowej Asa Philip Randolph. Wystąpienia tego rodzaju miały miejsce w historii Stanów Zjednoczonych od 1913 roku, kiedy to 8 tysięcy kobiet domagało się przyznania im praw wyborczych. W 1957 roku odbyła się manifestacja, zorganizowana przez Randolpha i Kinga pod pomnikiem Lincolna, w której udział wzięło około 25 tysięcy osób. Dnia 11 czerwca prezydent John Kennedy złożył w Kongresie projekt ustawy znoszącej segregację rasową w szkołach, przez co Randolph zdecydował się rozmawiać z liderami innych ruchów społecznych o organizacji marszu.

## Organizacja
Rozmowy, prócz Randolpha, prowadził Bayard Rustin, który uważał, że w marszu powinno wziąć udział około 100 tysięcy ludzi, a przed Kapitolem należy wręczyć postulaty zniesienia segregacji rasowej kongresmenom. Rozmawiano na ten temat z Negro American Labour Council, National Urban League i SCLC, jednak King był zbyt zajęty wydarzeniami w Birmingham, zatem przyłączył się do negocjacji dopiero w czerwcu. Rozmowy pomiędzy organizacjami zaczęły dochodzić do konsensusu, który opierał się na chęci wykorzystania setnej rocznicy podpisania proklamacji zniesienia niewolnictwa przez Abrahama Lincolna. Kennedy spotkał się z liderami organizacji i zachęcał do zorganizowania manifestacji. Dnia 2 lipca doszło do kolejnego spotkania czarnoskórych przywódców, gdzie ustalono, że nazwa marszu ma brzmieć „Dla pracy i wolności” (ang. For Jobs and Freedom), a jego przywódcą ma zostać Randolph. Z czasem hasło zmieniono na „Pass the Bill”. Na kilku kolejnych spotkaniach ustalono datę 28 sierpnia 1963 roku i kierownika marszu Rustina. Zarówno władza federalna, jak i prasa wypowiadały się na temat marszu pozytywnie – uważając, że jest to pokojowy sposób na zwrócenie uwagi na nierówność praw. Ponieważ manifestacja była szeroko opisywana w mediach, wiele osób wsparło ją finansowo, a ponadto w Paryżu zapowiedziano przeprowadzenie bliźniaczego marszu, poprowadzonego przez Jamesa Baldwina i Burta Lancastera. Głównymi hasłami marszu stały się: więcej miejsc pracy do czarnych, wyższa płaca minimalna i zatrudnienie bez zwracania uwagi na kolor skóry. Dzięki zebraniu 800 tysięcy dolarów udało się zorganizować darmowy transport do stolicy, wyżywienie i opiekę medyczną dla uczestników. Zatrudniono także czarnoskórych, nowojorskich policjantów do pilnowania porządku. Ponadto władze miasta zmobilizowały 5 tysięcy osób z policji, 2,5 tysiąca osób z Gwardii Narodowej, 4 tysiące żołnierzy i 15 tysięcy członków oddziałów paramilitarnych.

## Manifestacja
Głównymi postulatami marszu były:
1. dostęp do wszystkich pomieszczeń publicznych,
2. integracyjna edukacja,
3. pełne prawa wyborcze,
4. rezygnacja władz federalnych z dyskryminacji,
5. desegregacja rasowa w szkołach,
6. upoważnienie do działania podpisane przez prokuratora generalnego,
7. ustanowienie programu socjalnego dla ubogich,
8. równość płac,
9. płaca minimalna na poziomie co najmniej 2 dolarów za godzinę,
10. zniesienie dyskryminacji rasowej w systemie zatrudnienia.

Protestujący z transparentami

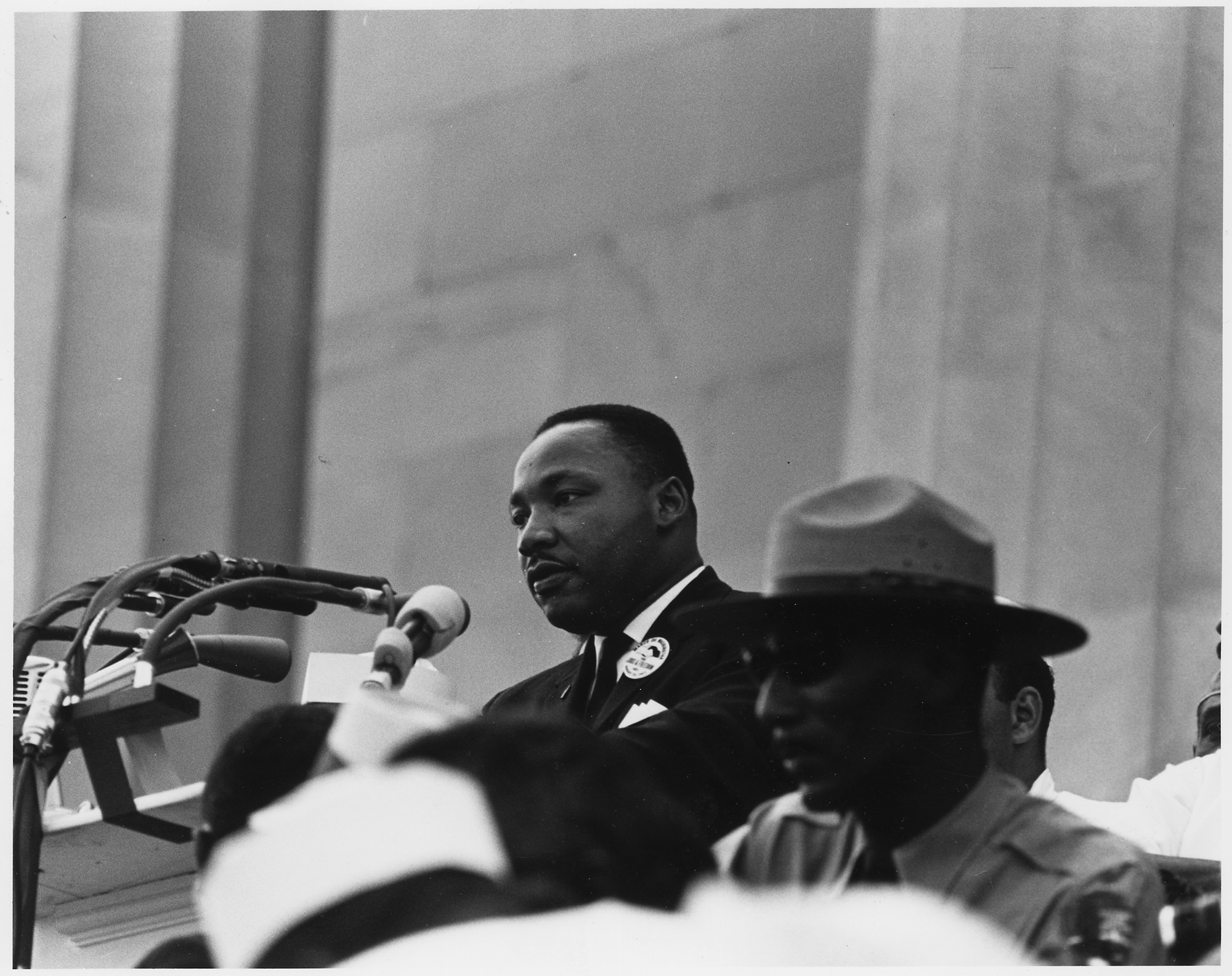
Luther King podczas przemowy

W środę 28 sierpnia ponad 200 tysięcy manifestantów zebrało się pod pomnikiem Waszyngtona. Marsz rozpoczął się o godzinie 11:30 i trwał przez 5 godzin, a transmitowała go stacja telewizyjna CBS. Ponieważ liderzy ruchów praw obywatelskich nie zjawili się na czas, by przewodzić marszowi, tłum odśpiewał pieśń wolności, a następnie ruszył Constitution Avenue i Independence Avenue w kierunku Kapitolu. Organizatorzy przebywali wówczas pod mauzoleum Lincolna, gdzie planowali wygłosić przemówienia. Znajdowali się tam również aktorzy: Marlon Brando, Paul Newman i Ossie Davis. Gdy manifestanci dotarli do pomnika szesnastego prezydenta, jako pierwszy głos zabrał Randolph, który zaczął swoją mowę słowami:

Drodzy Amerykanie, zebraliśmy się tutaj na największej demonstracji, jaka odbywa się w kraju. Nie jesteśmy grupą nacisku, nie jesteśmy jakąś zorganizowaną grupą organizacji, nie jesteśmy tłumem (motłochem), jesteśmy na czele masowej moralnej rewolucji na potrzeby zatrudnienia i wolności.

Po nim przemowy wygłosili także Eugene Carson Blake, Charlton Heston, Bayard Rustin, Whitney Young i John Lewis. Dodatkowo przemówienia były przeplatane z występami artystycznymi Joan Baez, Boba Dylana i Mahalii Jackson. Na scenie dla mówców znajdowały się także Rosa Parks, Daisy Bates, Diane Nash i Gloria Richardson. Jako ostatni głos zabrał Martin Luter King, którego transmitowano już nie tylko w telewizji CBS, ale też w ABC i NBC. Jego przemówienie I Have a Dream na trwałe weszło do klasyki oratorstwa amerykańskiego i walnie przyczyniło się do przyznania Kingowi Pokojowej Nagrody Nobla. To wystąpienie zakończyło marsz, choć Rustin wszedł jeszcze na podest i przypomniał o dziesięciu postulatach protestujących. Na koniec zaśpiewała Marian Anderson.

## Odbiór
Dzięki transmisji w trzech telewizjach, a także stacjach radiowych, przesłanie manifestantów dotarło do wielu Amerykanów. Prasa podkreślała, że marsz przebiegł w duchu biernego oporu (pokojowo). Po zakończeniu marszu organizatorzy spotkali się z Johnem Kennedym, który pochwalił inicjatywę. Zdaniem amerykanistów, przesłanie Kinga trafiło do odbiorców, którzy zwiększyli swoje poparcie dla ruchu praw obywatelskich. Większość czarnoskórych działaczy organizacji walczących z desegregacją była zadowolona, choć niektórzy, tacy jak Malcolm X czy James Farmer, skrytykowali wystąpienie Kinga. Przychylne opinie wyraziły także Kościoły protestanckie (metodyści i luteranie), katolicy i wyznawcy judaizmu. Ponieważ prezydent Kennedy został zamordowany w listopadzie, nie zdążył podpisać ustawy o prawach obywatelskich, ale zrobił to jego następca Lyndon B. Johnson.